# Scientology e la psichiatria
Scientology, la religione fondata nel 1954 da L. Ron Hubbard, ha sempre avuto una percezione negativa della psichiatria, psicologia, e tutte le scienze correlate. Questa credenza è apparsa varie volte nelle scritture e nei materiali della religione, ed è stata molte volte criticata dalla comunità scientifica. 

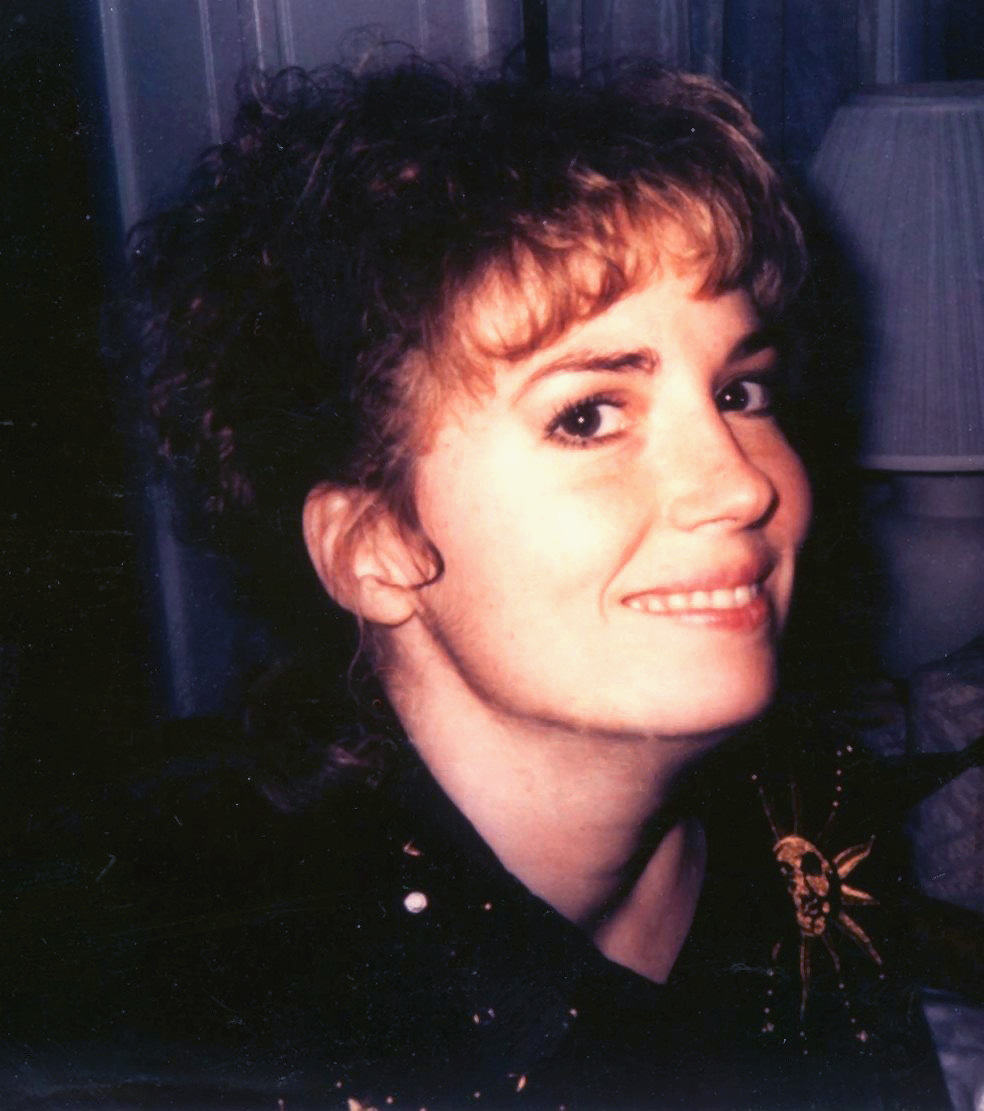
La scientologist Lisa McPherson morì nel 1995 dopo aver rifiutato le cure psichiatriche.

## L. Ron Hubbard e la psichiatria
L. Ron Hubbard ebbe una relazione lunga e complessa con la psichiatria; scrisse positivamente dei suoi incontri con degli psichiatri nella sua gioventù, ma con il passare del tempo iniziò a criticare sempre di più le istituzioni, come l'ospedale psichiatrico Chestnut Lodge in Rockville, Maryland (da lui chiamato ''Walnut Lodge'') e lo psichiatra Winfred Overholser. 
Durante la seconda guerra mondiale, Hubbert fu ospedalizzato. Nel 1947, fece richiesta per delle cure psichiatriche.
Nel 1950 Hubbard pubblicò Dianetics: la forza del pensiero sul corpo,  ora considerato uno dei testi fondamentali per Scientology. Fu in questo libro che Hubbard propose per la prima volta il processo di Auditing come tipo di consulenza spirituale.
Nel 1951, fu reso pubblico che la moglie di Hubbard, Sara, era stata consigliata da uno psichiatra che Hubbard avrebbe dovuto essere ricoverato in un istituto per il trattamento della schizofrenia paranoide. 
 Divorziarono e l'anno seguente Hubbard fondò Scientology.

### "Walnut Lodge"

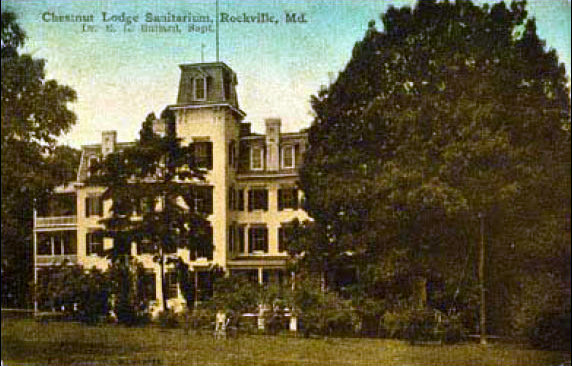
Cartolina fotografica colorata a mano del sanatorio Chestnut Lodge con timbro postale del 1909

In una conferenza del 1952, Hubbard ricorda le sue interazioni con lo staff e i pazienti di una struttura specializzata nella schizofrenia da lui chiamata "Walnut Lodge":
 
«C'è questo posto chiamato Walnut Lodge [...]. Loro... loro... loro avevano mandato tre persone per... per vedermi e tutti e tre erano in cura. E questo era il loro staff. Ma comunque, c'era della gente davvero brava lì, ne sono sicuro, ma non ne ho incontrata nessuna. [...] Comunque, loro... loro curano solo la schizofrenia. E quindi prendono in cura solo gli schizofrenici. E come fanno a prendersi solo gli schizofrenici?

Chiunque viene mandato a Walnut Lodge viene classificato come schizofrenico.
E prendono [...] un bipolare e dal St. Elizabeths Hospital lo portano al Walnut Lodge e viene classificato negli archivi come schizofrenico. Perché? Perché al Walnut Lodge prendono solo gli schizofrenici. »
(L. Ron Hubbard)
Hubbard sarebbe tornato a "Walnut Lodge" nei suoi scritti successivi. Un bollettino del 1970 afferma che "2.000 dollari al mese solo per il vitto è il prezzo al Walnut Lodge di Washington DC, un posto nella media".  Nella sua opera Mission Earth, Hubbard scrive "Arginal P. Pauper è stato oggi affidato al Walnut Lodge Nut House". 

## Morti e altri incidenti nella religione

### Morte di Lisa McPherson
Nel 1994, la Scientologist Lisa McPherson si trasferì da Dallas, Texas, a Clearwater, Florida, con il suo datore di lavoro, AMC Publishing, che a quel tempo era di proprietà di Bennetta Slaughter e gestita e composta principalmente da membri di Scientology. Nel giugno del 1995, la chiesa sottopose McPherson a un ''processo di introspezione" a causa della sua percepita instabilità mentale. Lisa completò il processo e ottenne lo stato di Clear (Scientology) a settembre. 
Il 18 novembre 1995, McPherson rimase coinvolta in un incidente stradale minore. Inizialmente i paramedici la lasciarono sola perché in grado di camminare, ma dopo che iniziò a togliersi i vestiti, decisero di portarla in ospedale. Disse ai paramedici che si era tolta i vestiti nella speranza di ottenere assistenza psicologica.  Il personale ospedaliero convenne che la donna non aveva riportato ferite, ma raccomanò di tenerla sotto osservazione per la notte. In seguito all'intervento dei colleghi Scientologist, McPherson rifiutò l'osservazione psichiatrica o il ricovero in ospedale e si dimise dopo una breve valutazione. 
McPherson fu poi portata alla Flag Land Base per un periodo di "riposo e relax" secondo la Chiesa di Scientology,  ma le attestazioni giurate del processo dimostrano che McPherson fu portata lì per un altro processo di introspezione. 
La chiesa accomodò McPherson in una stanza e la mise sotto supervisione costante, tenendo un archivio giornaliero scritto su carta. La maggior parte dell'archivio fu preservato eccetto per gli scritti per gli ultimi tre giorni, che furono distrutti e poi rimpiazzati con dei riassunti.
L'archivio documentò gli ultimi diciassette giorni di vita di Lisa, descrivendola come incoerente e a volte violenta, con le unghie tagliate per evitare che potesse far del male a se stessa o ad altri e con problemi a dormire. Per questo le fu amministrato l'idrato di cloralio. Rifiutò cibo e frullati proteici varie volte e sputò fuori quello che le veniva dato quando alimentata forzatamente. 
Il 5 dicembre 1995, lo staff della Chiesa contattò David Minkoff, un medico Scientologist che le prescrisse due volte il Valium e l'idrato di cloralio senza visitare McPherson.  Gli chiesero di prescrivere un antibiotico a Lisa perché sembrava avere un'infezione. Minkoff rifiutò e affermò che avrebbe dovuto essere portata in ospedale e che aveva bisogno di vederla prima di prescrivere qualsiasi cosa.  Si opposero, esprimendo il timore che McPherson sarebbe stata sottoposta a cure psichiatriche.  La dottoressa Janice Johnson, medico ufficiale della Flag Land Base incaricata di prendersi cura di McPherson, ha dichiarato che McPherson aveva difficoltà a respirare e aveva un respiro affannoso durante il tragitto. Tuttavia, lungo il cammino verso la loro destinazione finale, passarono ben quattro ospedali priva di arrivare a quello in cui lavorava Minkoff, 45 minuti a nord di Clearwater. Quando arrivarono, McPherson non mostrava segni vitali. Il personale dell'ospedale tentò di rianimarla per 20 minuti prima di dichiararne la morte. 

### Jeremy Perkins
Il 13 marzo 2003, lo scientologist Jeremy Perkins uccise sua madre, Elli, accoltellandola 77 volte. Jeremy, a cui era stata precedentemente diagnosticata la schizofrenia, non ricevetta mai cure. Sua madre, attiva nella Chiesa di Scientology di Buffalo, riteneva che le vitamine e le routine di Scientology fossero migliori della consulenza psicologica e dei farmaci antipsicotici. 

### Linda Waliki
Il 5 luglio 2007, una donna australiana di 25 anni, Linda Waliki, uccise il padre Michael di 52 anni, la sorella Kathryn di 15 anni e ferì la madre Sue con un coltello.  Il suo nome venne reso pubblico nell'edizione cartacea del Sydney Morning Herald il 7 luglio 2007. In precedenza non era stato reso pubblico perché una delle vittime era minorenne. In passato le fu diagnosticata una malattia psichiatrica, ma i suoi genitori rifiutarono il trattamento psichiatrico a causa delle loro credenze di Scientology.  Invece hanno sostituito il farmaco consigliato con uno importato appositamente dagli scientologist negli Stati Uniti.